# Octave Lapize
Octave Lapize (Montrouge, 24 oktober 1887 - Toul, 14 juli 1917) was een Frans wielrenner.

## Biografie
Lapize was profwielrenner van 1909 tot 1914. Zijn grootste succes behaalde hij in 1910, toen hij niet alleen vier ritten in de Ronde van Frankrijk won, maar ook eerste werd in de eindklassering. Bij de Olympische Spelen van 1908 won de dove Lapize een bronzen medaille bij de 100 km wielrennen op de baan. Hij werd drie keer Frans kampioen op de weg, won drie keer Parijs-Roubaix (1909, 1910 en 1911) en drie keer Parijs-Brussel.
Vanwege zijn haardos had hij de bijnaam "de krullenbol" (le frisé).
Tijdens de Eerste Wereldoorlog meldde Lapize zich als vrijwilliger bij het leger en werd hij ingedeeld bij de infanterie. Omdat hij zich meer aangetrokken voelde tot het avontuurlijke vliegen en uit bewondering voor de Franse vliegenier en oorlogsheld Georges Guynemer, meldde hij zich bij luchtmacht. Bij een routinevlucht op 14 juli 1917 werd hij plotseling overvallen door vier Duitse machines en werd hij nabij Flirey, Meurthe-et-Moselle neergeschoten. Hij raakte hierbij zwaargewond en overleed aan zijn verwondingen in het ziekenhuis van Toul. Hij werd begraven op het militaire kerkhof aldaar, maar in november 1917 werd hij, op verzoek van zijn familie, herbegraven in Villiers-sur-Marne.

## Overwinningen en andere ereplaatsen
1907
- 1e Parijs-Chartres, amateurs
- 1e bij het Nationaal Kampioenschap cyclocross
- 1e bij het Nationaal Kampioenschap op de weg, amateurs
- 1e in de 3e etappe Ronde van België, amateurs

1908
- 3e op de 100 km baan bij de Olympische Spelen
- 1e in de Bol d'Or voor amateurs
- 1e in Parijs-Auxerre

1909
- 1e in Milaan-Varese
- 3e bij het Nationaal Kampioenschap cyclocross, elite
- 1e in Parijs-Dreux
- 1e in Parijs-Roubaix
- 3e in de 1e etappe Ronde van Frankrijk
- 2e in de 2e etappe Ronde van Frankrijk
- 4e in de Ronde van Lombardije

1910
- 1e in Parijs-Roubaix
- 3e in de 1e etappe Ronde van Frankrijk
- 3e in de 2e etappe Ronde van Frankrijk
- 1e in de 5e etappe Ronde van Frankrijk
- 3e in de 7e etappe Ronde van Frankrijk
- 3e in de 8e etappe Ronde van Frankrijk
- 1e in de 9e etappe Ronde van Frankrijk
- 1e in de 10e etappe Ronde van Frankrijk
- 1e in de 14e etappe Ronde van Frankrijk
- 1e in het eindklassement Ronde van Frankrijk
- 2e in Parijs-Brussel

1911
- Frans kampioen op de weg, Elite
- 1e in Parijs-Roubaix
- 1e in Parijs-Tours
- 1e in Parijs-Brussel
- 2e in Parijs-Brest-Parijs

1912
- 1e in het Circuit de Lorraine
- 1e in het Circuit du Tourraine
- 4e in Parijs-Roubaix
- Frans kampioen op de weg, Elite
- 2e in de 5e etappe Ronde van Frankrijk
- 1e in de 6e etappe Ronde van Frankrijk
- 3e in de 8e etappe Ronde van Frankrijk
- 1e in Parijs-Brussel
- 1e in de Zesdaagse van Brussel met René Van Den Berghe
- 1e in de Zes uren van Parijs met Louis Georget

1913
- Frans kampioen op de weg, Elite
- 2e in de Zesdaagse van Parijs met Victor Dupré
- 1e in Parijs-Brussel

1914
- 4e bij het Nationaal Kampioenschap op de weg, elite
- 2e in de Zesdaagse van Brussel met Jules Miquel
- 1e in de 8e etappe Ronde van Frankrijk

## Records en uurrecords
1908
- Werelduurrecord met gangmaking motor, 82,758 km

1912
- Werelduurrecord achter tandem, 50,925 km
- Wereldrecord 100 km achter tandem in 2h02'03"

## Resultaten in voornaamste wedstrijden
| Jaar | Ronde van Italië | Ronde van Frankrijk | Ronde van Spanje |
| ---- | ---------------- | ------------------- | ---------------- |
| 1909 |                  |                     |                  |
| 1910 |                  | ↑ (4)               |                  |
| 1911 |                  | opgave              |                  |
| 1912 |                  | opgave (1)          |                  |
| 1913 |                  | opgave              |                  |
| 1914 |                  | opgave (1)          |                  |

| Jaar | Parijs-Roubaix | Ronde van Lombardije | Parijs-Brussel | Parijs-Tours |
| ---- | -------------- | -------------------- | -------------- | ------------ |
| 1909 | ↑              | 4e                   |                |              |
| 1910 | ↑              |                      | Zilver         |              |
| 1911 | ↑              |                      | Goud           | Goud         |
| 1912 | 4e             |                      | Goud           |              |
| 1913 |                |                      | Goud           |              |
| 1914 |                |                      |                |              |

- Bibliothèque nationale de France: cb144661142 (data)
- International Standard Name Identifier: 0000 0000 5349 2732
- Library of Congress Control Number: no2004011006
- Virtual International Authority File: 4634639
- WorldCat: E39PBJm4TPjCCK8g87RPVQcQMP